# Innichen
Innichen (italsky San Candido [saɲ kandido]) je obchodní město a comune (samosprávná obec) v Jižním Tyrolsku v severní Itálii.
K 31. prosinci 2023 město mělo 3307 obyvatel.

## Geografie
Město a jeho připojené osady leží v Pusterském údolí (Pustertal) a Sextental na řece Drávě a na úbočích Alp, přibližně 80 km severovýchodně od města Bolzana, na italsko-rakouské hranici. Centrum města leží v nadmořské výšce 1160–1200 metrů n.m. 

### Adminstrativní dělení
K historické obci Innichen jsou připojeny: Innichberg, Obervierschach, Untervierschach a Winnebach.

### Sousední obce
Innichen hraničí s obcemi Toblach, Innervillgraten (Rakousko), Sexten a Sillian (Rakousko).

## Historie

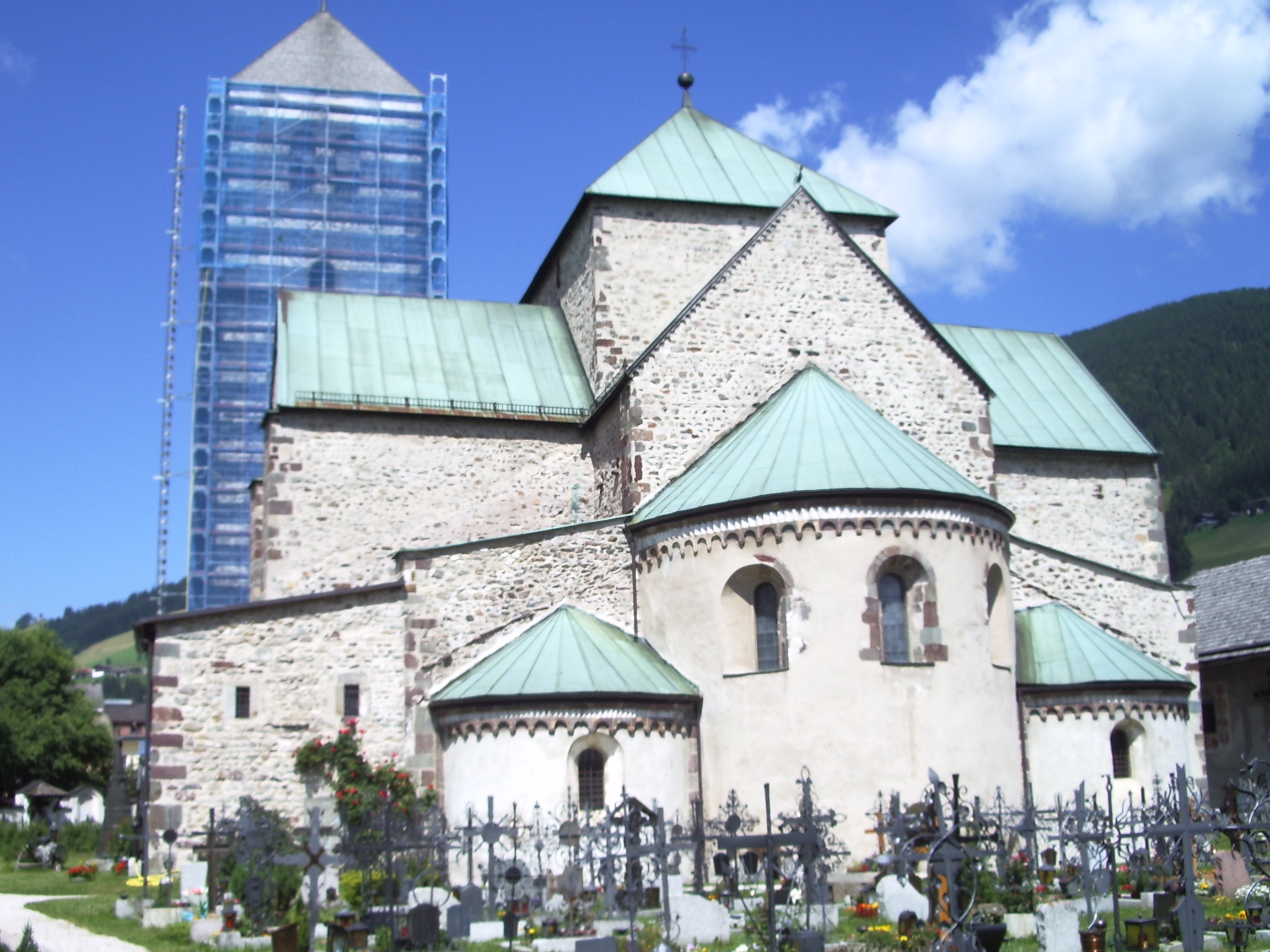
Opatství Innichen

Ve 4. století před naším letopočtem se v oblasti usadily keltské kmeny, které se vedle chovu hospodářských zvířat zabývaly zemědělstvím a založily malé opevněné město.
V roce 15 př. n. l. Římané dobyli provincie Raetia a Noricum, včetně oblasti kolem San Candido. Poté, co tuto oblast od Akvileje  po Augsburg (tehdy zvaný Augusta Vindelicorum) spojili novou římskou silnici Via Julia Augusta, založili zde Římané vojenskou základnu Littamum.
Na konci 6. století n. l. sváděli Slované postupující z východu a Bavoři postupující ze severu v údolí Alta Pusteria prudké bitvy. Město bylo tehdy zničeno, není jasné, zda válkou, záplavami nebo velkým požárem.
Křesťanská historie sídla je spjata s kolonizací zalesněného horského pásma, kterou realizovalo benediktinského opatství sv. Kandida. Bylo zde založeno bavorským vévodou Tassilem III. na konci 8. století. Tehdy patřilo ke knížecímu biskupství Freising. Opatství na počátku své existence sloužilo jako opěrný bod pro slovanské misie. 
Kolem roku 1140 byl benediktinský klášter reformován, přeměněn na světskou kolegiátní kapitulu a benediktinské mnichy nahradili kanovníci. Od vrcholného středověku se téměř všechna jejich území zmocnili světští správci, hrabata z Gorizie, poté hrabata tyrolská kteří měli ve skutečnosti tato území pro církev chránit. Tak při sekularizaci v roce 1803 z vesnice Innichen zbyla jen část.
Opatství bylo zrušeno v roce 1785, zatímco okolní majetky získalo Tyrolské hrabství po mediatizaci (podřízení) v roce 1803 (Reichsdeputationshauptschluss).
Až do první světové války sídlila v Innichenu posádka rakousko-uherské armády. V roce 1914 zde sídlilo velitelství a 4. prapor třetího střeleckého pluku. Po první světové válce zde Italové  postavili kostnici jako vojenský památník, ačkoliv padlí vojáci byli znovu pohřbeni na vzdálených válečných hřbitovech. 
Podle podmínek Saintgermainské smlouvy se Innichen v roce 1919 stal součástí Italského království.
V roce 1928 byla obec Innichen rozšířena o dříve samostatné obce Vierschach, Winnebach a Innichberg. Innichen je stále sídlem františkánského kláštera založeného v roce 1691.

### Znak
Znak zobrazuje stříbrnou věž s ghibellinskými cimbuřími na dvou úrovních, přičemž portál a padací mříž nade dveřmi ukazují hlavu maura, korunovaného s čelenkou obklopeného azurovou barvou. Tento druh reprezentace poukazuje na to, že místo bylo kdysi pod vládou biskupů z Freisingu, kteří vlastnili velké plochy území od roku 769 do 1803. Znak byl udělen králem Albrechtem I. Habsburským v roce 1303.

## Obyvatelstvo
Podle sčítání lidu z roku 2011 85,06 % obyvatel mluvilo německy, 14,64 % italsky a 0,30 % ladinštinou jako svým prvním jazykem.

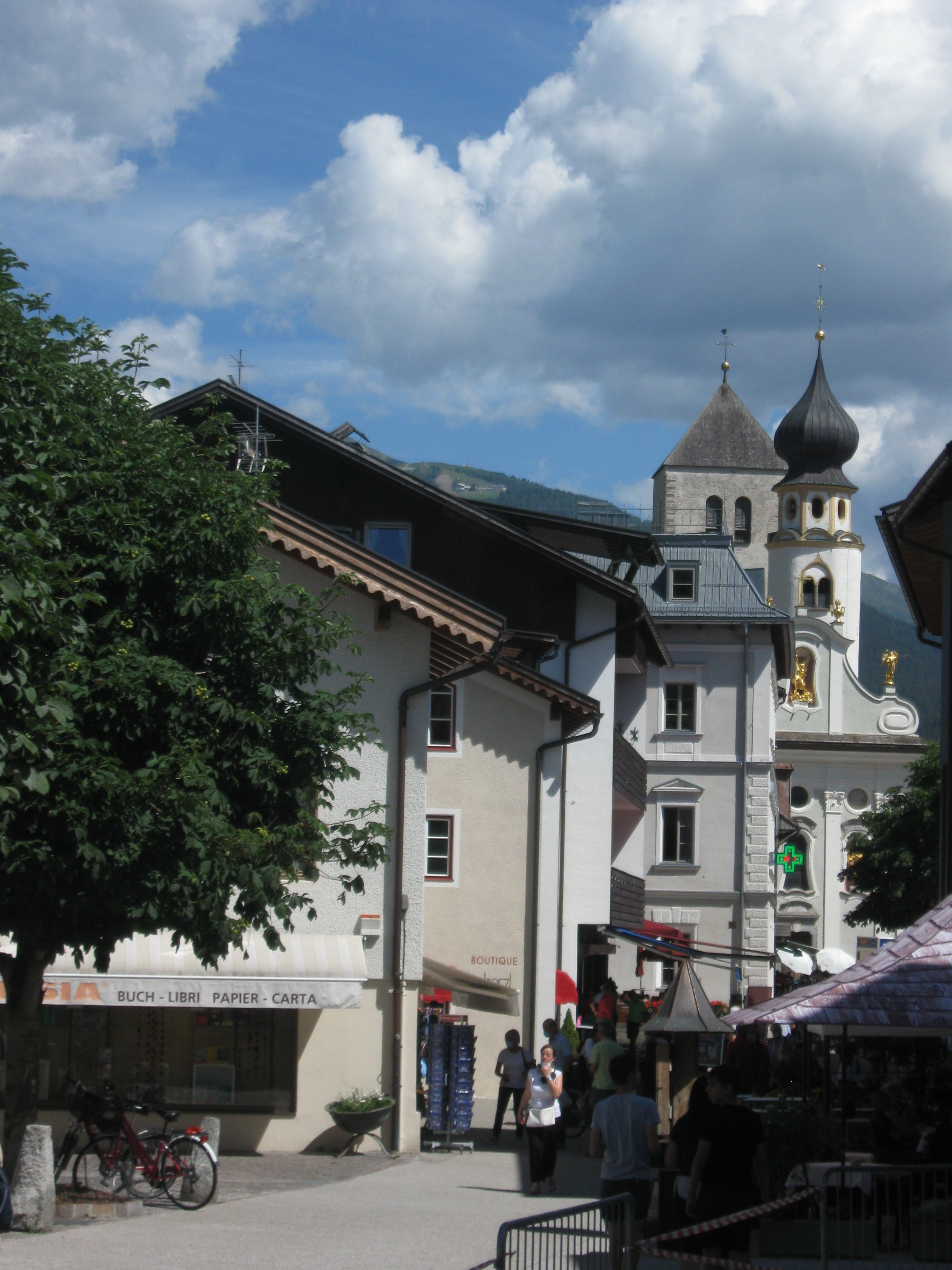
Centrum města s kostelem sv. Michaela archanděla

## Památky
- Opatství benedktinů
- Farní kostel sv. Michaela archanděla

## Festivity
Město každoročně hostí italský Mezinárodní sochařský festival sněhu.

### Innichen ve filmu
Italský televizní seriál Na krok od nebe byl zčásti natáčen v Innichenu.

## Slavní rodáci
- Bartlmä Firtaler (1480–1535), tyrolský architekt a stavitel, tvůrce dekorativních kleneb
- Julius Cornet (1796–1835), rakouský operní pěvec a divadelní ředitel
- Beatrice Borromeo (* 1985) italská publicistka a modelka
- Jannik Sinner (* 2001), tyrolský profesionální tenista

## Partnerská města
- Freising (Německo), od roku 1969